# Blankenbach (Kahl)

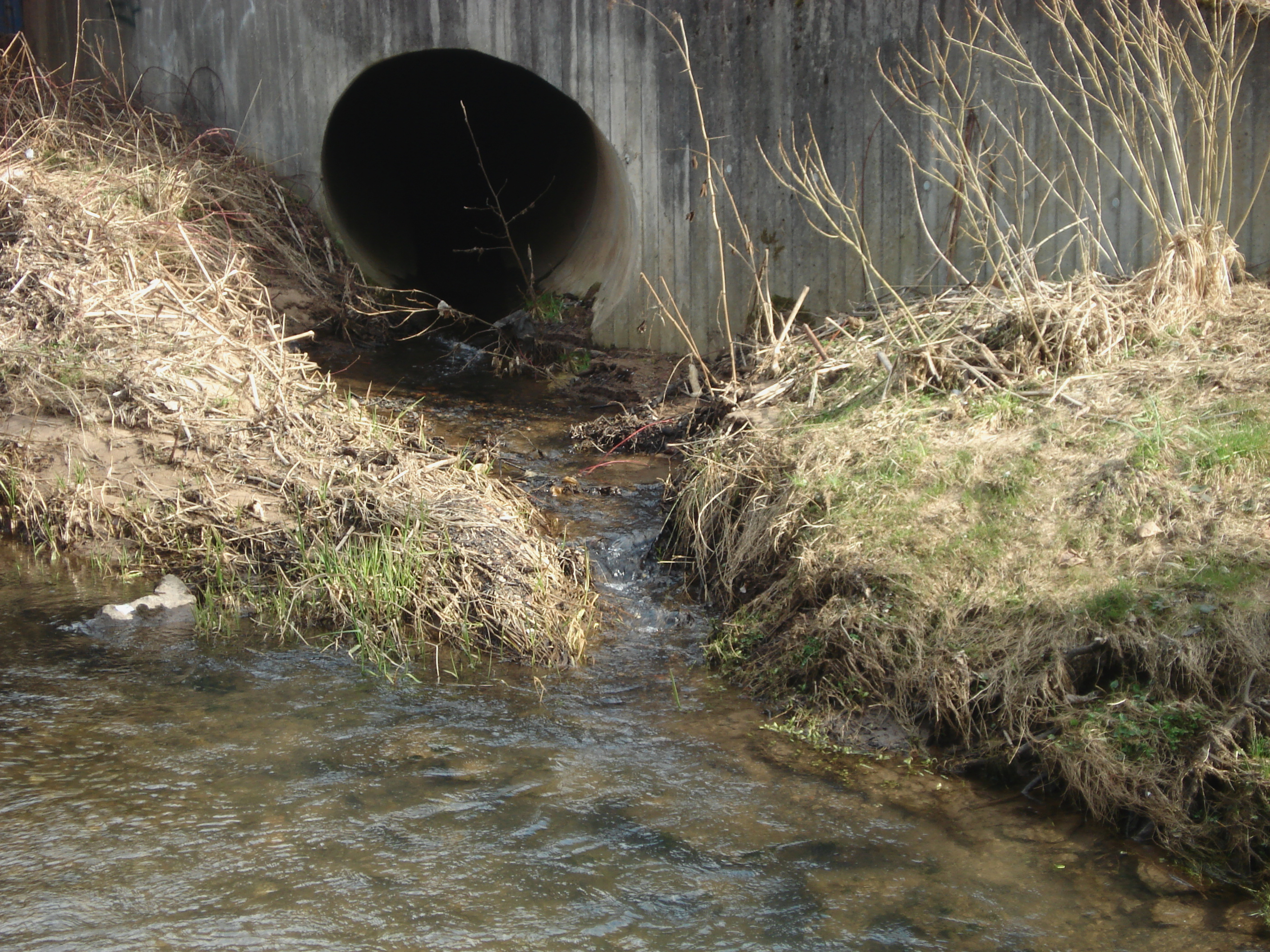
Der Blankenbach mündet in die Kahl

Der Blankenbach ist ein linker Zufluss der Kahl im Landkreis Aschaffenburg im bayerischen Spessart.

## Name
Ursprünglich bedeutet Blankenbach so viel wie blinkender Bach. Der Bach gab der gleichnamigen Gemeinde ihren Namen.

## Geographie

### Verlauf
Der Blankenbach entspringt im Fallborn, zwischen Eichenberg und Blankenbach. Er verläuft durch eine Schlucht in nordwestliche Richtung nach Kleinblankenbach. Vor dem Sportplatz fließt er in eine Verrohrung, die die Staatsstraße 2305 unterquert. Unterhalb der Kahlbrücke gegenüber dem Haltepunkt der Bahnstrecke Kahl–Schöllkrippen mündet er in die Kahl.

### Flusssystem Kahl
- Liste der Fließgewässer im Flusssystem Kahl